# El Pelotari
El Pelotari fue una revista editada en la ciudad española de Madrid entre 1893 y 1896.

## Descripción
Los contenidos de la revista versaban sobre la pelota vasca. El primer número de la publicación, que se editaba en Madrid y tenía administración en la plaza de la Independencia, vio la luz el 5 de octubre de 1893, con una portada ilustrada por una fotografía del pelotari conocido como Chiquito de Abando. «En esta revista (única en su clase y que, como el público tendrá ocasión de observar, está hecha á la altura de las mejores publicaciones modernas) colaborará los más afamados escritores que existen en España, y contendrá fotograbados y dibujos de artistas de reconocido mérito», se prometía en aquella entrega de estreno, que aseveraba que el público pelotari existía en «la tierra en que nació el hermosísimo juego, Buenos Aires, Madrid, Valencia, Gijón, Barcelona...». Tuvo como director a Benito Mariano Andrade. La publicación, que salía los jueves, cerró etapa con el número 122, de 6 de febrero de 1896, tras el cual acometió «una gran reforma» que acabó dando pie a la nueva revista Madrid-Sport, en la que además de pelota vasca se abordaban también otros deportes.